# Pangrapta parsimonalis
Pangrapta parsimonalis är en fjärilsart som beskrevs av Walker 1858. Pangrapta parsimonalis ingår i släktet Pangrapta och familjen nattflyn. Inga underarter finns listade i Catalogue of Life.